# Кулешов, Дмитрий Евгеньевич
Дмитрий Евгеньевич Кулешов (после 2010 — Дмитрий Евгеньевич Сидоренко, род. 27 января 1978, Шемонаиха, Восточно-Казахстанская область, Казахская ССР, СССР) — российский убийца-рецидивист и педофил, совершивший 8 мая 1994 года убийство 6-летней Анны Лариной, сопряжённое с изнасилованием, а спустя 12 лет двойное убийство 9-летней Марии и 14-летнего Артура Никогосовых, также сопряжённое с изнасилованием. В 2007 году Кулешов был приговорён к 25 годам лишения свободы.

## Биография

### Детство
Дмитрий Кулешов родился в городе Шемонаиха Казахской ССР в 1978 году, детство провёл в Ростове-на-Дону, жил и воспитывался одной матерью. По словам соседки, мать Кулешова вела распутный образ жизни и часто приводила мужчин в однокомнатную квартиру по улице Орбитальной, дом 80, где жила с сыном. Из правонарушений будущего маньяка был эпизод, когда Кулешов на новогодние праздники срубил ёлку возле отделения милиции, после чего мать платила штраф. Впоследствии следователь Амурхан Яндиев, работая над делом Анны Лариной, даст несовершеннолетнему убийце прозвище «Ёлочник». После окончания школы Кулешов поступил учиться в Ростовский колледж водного транспорта.

### Первая судимость

#### Убийство Анны Лариной
8 мая 1994 года без вести пропала 6-летняя Аня Ларина, жившая с Кулешовым по соседству. Кулешов наблюдал за ребёнком, играющим во дворе, после чего встретил её в подъезде, втёрся в доверие, под предлогом посмотреть котят отвёл к себе в квартиру и надругался. По словам Кулешова, несмотря на тяжёлое для психики ребёнка событие, Аня всё же намеревалась рассказать родителям о произошедшем. Попросив её несколько раз не делать этого, Кулешов задушил девочку верёвкой и спрятал тело на балконе, накрыв надувной лодкой. Мать по возвращении домой ничего не заподозрила.
В половине четвёртого ночи к Кулешовым прибыли сотрудники милиции с обыском. Ничего не обнаружив, следователи ушли. Кулешов выждал подходящий момент и вынес труп на пожарную лестницу, после чего положил в стиральную машину бельё с пятнами крови и выбросил в мусорный бак Анины ведёрко и совок, а также орудие убийства.

#### Арест, следствие и суд
На момент совершения преступления в Ростове орудовал сексуальный маньяк который нападал и насиловал школьниц в лифтах и на лестничных площадках, одно нападение закончилось смертью потерпевшей. Преступник, получивший прозвище «Лифтёр», был изначально заподозрен в убийстве Ани Лариной. Амурхан Яндиев, которому было поручено расследование дела, позднее пришёл к выводу, что преступление совершено другим маньяком, который, скорее всего, проживает в доме. Впоследствии выяснилось, что Лифтёром оказался 25-летний Алексей Сидоренко, суд приговорил его к 14 годам лишения свободы.
При проверке жильцов левого крыла дома следователи вышли на Кулешова. Было установлено, что на момент преступления у него, в отличие от остальных жильцов, отсутствовало алиби. Кулешов был задержан и отправлен на допрос.
При разговоре с Кулешовым следователь Амурхан Яндиев путём обмана и последующих вопросов с подвохом сумел добиться признания — для начала Яндиев приказал подозреваемому раздеться, после чего сделал вид, что внешний осмотр подтвердил вину подростка. Затем Яндиев поинтересовался, была Аня у Кулешова первой или второй жертвой, на что Кулешов ответил, что второй. На последующий вопрос, убил ли Кулешов также первую девушку, юный маньяк начал отрицать слова следователя и сказал, что с ней было «по согласию» и она просто сменила место жительства. Таким образом, Кулешов пусть и не напрямую, но признался в изнасиловании и убийстве несовершеннолетней, после чего начал давать признательные показания.
Во время допроса 16-летний Кулешов признал свою вину и рассказал, что мотивом убийства Ани было сокрытие факта изнасилования, а косвенной причиной — психологический дискомфорт вследствие травли и вымогательства денег со стороны сверстников. При повторном обыске квартиры, где маньяк проживал с матерью, следы крови Ани были обнаружены на постельном белье, диване и под резиновой лодкой, где тело ребёнка пролежало, пока его не вынесли наружу.
В 1994 году Ростовский областной суд приговорил Дмитрия Кулешова к 10 годам лишения свободы — максимальному наказанию, допустимому в РФ для несовершеннолетних. Впоследствии в результате амнистии срок был сокращён до 9 лет лишения свободы.
В мае 2003 года у Дмитрия Кулешова закончился срок заключения. Выходя на свободу, Кулешов дал интервью, где утверждал, что осознал ошибки молодости и выходит уже другим человеком. Известно, что после отбытия наказания педофил женился, у него родился сын.

### Вторая судимость

#### Убийство Артура и Марии Никогосовых
13 декабря 2006 года 28-летний безработный Дмитрий Кулешов проник в квартиру одного из домов по Беломорской улице, где находились двое детей — Артур и Маша. Кулешов избил детей, надругался над девочкой, а потом задушил обоих. Вечером, придя с работы домой, бездыханные тела ребят обнаружила их мать Ирина.
Несмотря на уголовное прошлое, на протяжении двух недель Кулешов был вне подозрений. Известно также, что преступник присутствовал на похоронах своих жертв.

#### Арест, следствие и суд
Кулешова вычислили по использованию украденного мобильного телефона — преступник заменил на нём СИМ-карту, считая, что его не обнаружат. После ареста вина Кулешова была окончательно установлена благодаря анализу ДНК спермы и потожировых следов, а также его вину подтвердили оставленные педофилом следы обуви в квартире и волокна с одежды жертв, обнаруженные на его брюках.
Дмитрию Кулешову было предъявлено обвинение сразу по трём статьям УК — «убийство из корыстных побуждений двух или более лиц, заведомо для виновного находящихся в беспомощном состоянии» (ст. 105 УК РФ), «насильственные действия сексуального характера, совершённые с особой жестокостью» (ст. 132 УК РФ) и «разбой, совершённый с причинением тяжкого вреда здоровью» (ст. 162 УК РФ). Несмотря на улики, на суде Кулешов заявил, что никакого преступления не совершал, а признательные показания дал под давлением.
16 ноября 2007 года состоялся суд. Дмитрий Кулешов был признан виновным по всем трём статьям и приговорён к 25 годам лишения свободы в исправительной колонии строгого режима. Кроме того, суд взыскал с осуждённого в пользу матери погибших детей 21 162 рубля в счёт возмещения материального ущерба и 3 млн рублей в счёт компенсации морального вреда.
Это максимальный срок, который мы могли попросить у суда, ведь судимость истекает через три года после освобождения, и юридически — это его первое преступление. Приговор должен был вступить в силу 26 ноября, однако защита Кулешова уже заявила, что обязательно обжалует приговор.— Геннадий Труханов, гособвинитель
Отбывая наказание, после 2010 года Кулешов сменил фамилию на Сидоренко.

## В массовой культуре
- Документальный фильм «Кошмар в семейном общежитии» из цикла «Криминальная Россия» (2004)
- Документальный фильм «Город маньяков» из цикла «Вне закона» (2012)